# 나카마역
나카마역(일본어: 中間駅)은 일본 후쿠오카현 나카마시에 위치한 규슈 여객철도 지쿠호 본선의 철도역이다. 단선 · 섬식의 형태를 합친 2면 3선 구조의 복합 승강장을 갖춘 지상역이다.

## 이용 현황
| 승차 인원 추이 | 승차 인원 추이 |
| 연도           | 1일 평균       |
| -------------- | -------------- |
| 2003           | 2,383          |
| 2004           | 2,286          |
| 2005           | 2,160          |
| 2006           | 2,092          |
| 2007           | 2,077          |
| 2008           | 2,038          |
| 2009           | 1,945          |
| 2010           | 2,012          |
| 2011           | 1,973          |

## 역 주변
- 시민 도서관
- 시립 병원

## 역사
- 1891년 8월 30일 : 지쿠호 흥업 철도가 개설.
- 1893년 6월 20일 : 구로사키 - 이 역 간 단노선 개통.
- 1897년 10월 1일 : 지쿠호 철도를 규슈 철도가 합병.
- 1907년 7월 1일 : 규슈 철도가 국유화되어 일본제국 철도성이 소관.
- 1908년 7월 1일 : 이 역 - 가쓰키 간의 화물지선 (후의 가쓰키 선)개업.
- 1911년 10월 1일 : 가쓰키 선이 여객 업무 취급 개시.
- 1974년 3월 5일 : 화물 업무 취급 폐지.
- 1985년 4월 1일 : 가쓰키 선 전 노선 폐지.
- 1987년 4월 1일 : 일본국유철도 분할 민영화에 의해, 규슈 여객철도가 승계.
- 2009년 3월 1일 : IC카드 SUGOCA 사용 개시.

## 인접 역
| 지쿠호 본선                | 지쿠호 본선         | 지쿠호 본선            |
| -------------------------- | ------------------- | ---------------------- |
| 히가시미즈마키 오리오 방면 | ■ 후쿠호쿠유타카 선 | 지쿠젠하부 하카타 방면 |